# Cal Vallès (Sant Martí Sarroca)
Cal Vallès és una obra de Sant Martí Sarroca (Alt Penedès) protegida com a Bé Cultural d'Interès Local.

## Descripció
Masia amb planta baixa, pis i golfes, amb coberta a dues vessants i torratxa amb balustrada i terradet.
Té portals d'entrada amb llinda i una alternança de balcons i finestres al primer pis, i una galeria de finestres a les golfes.
Té un coronament amb ràfec motllurat i un jardí davanter amb tanca, amb decoracions de ceràmica vidriada blava.
Té annexionats edificis agrícoles.